# Cartuja de Nuestra Señora de las Fuentes
La cartuja de Nuestra Señora de las Fuentes, también conocida como cartuja de Monegros, es un antiguo monasterio de la Orden Cartuja sito en el término municipal de Sariñena, en la comarca de Monegros, provincia de Huesca, Aragón, España. 
Se trata de un edificio construido en el siglo XVIII en estilo barroco, y su característica más destacada es la profusión de pinturas religiosas al fresco que tapizan sus superficies interiores, obra de fray Manuel Bayeu. Es la primera de las tres cartujas construidas en Aragón, junto con la Cartuja de Aula Dei y la Cartuja de la Inmaculada Concepción o Cartuja Baja. El monumento es Conjunto Histórico-Artístico desde 2002. 
Es propiedad de la Diputación Provincial de Huesca (DPH) y está en proceso de restauración desde 2015.

## Historia
La Cartuja de Nuestra Señora de las Fuentes, primera de las levantadas en el Reino de Aragón, fue fundada en 1507 por los condes de Sástago, Beatriz de Luna y Blasco de Aragón. Como lugar de emplazamiento los condes escogieron una antigua ermita dedicada a la Virgen de las Fuentes que acogía los restos de un hijo fallecido llamado Artal. Según una tradición, la imagen de la Virgen fue hallada milagrosamente junto al manantial que se encuentra fuera del muro de la cartuja: la Fuente de los Milagros. 

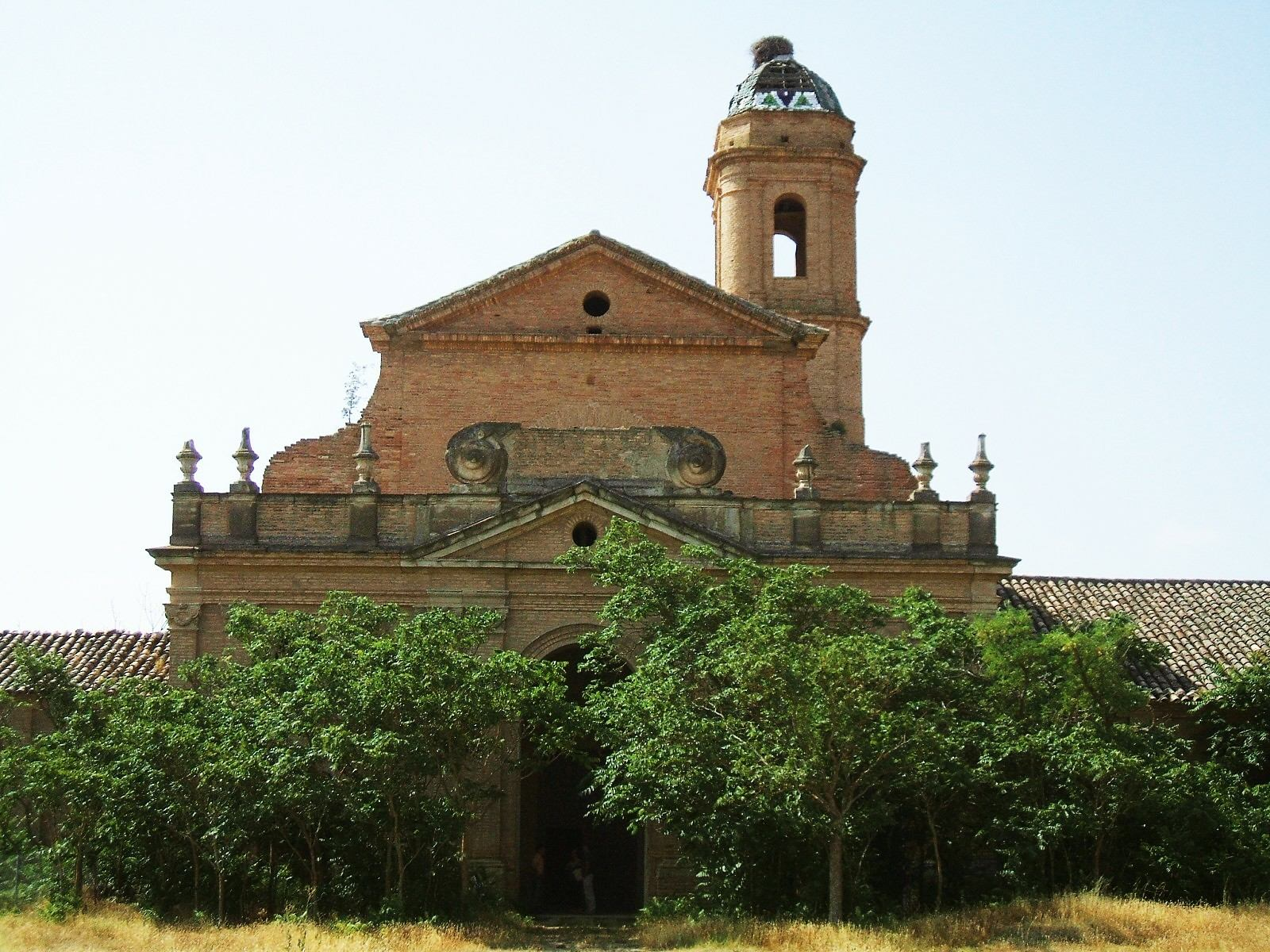
Fachada de la iglesia antes de su restauración

Debido a la prematura muerte de sus fundadores y a la pronta desaparición de sus benefactores, Juan Torrero, rico mercader de Zaragoza, y el valenciano Pedro Domingo de Perandreu, señor de la Baronía de Parcent, los primeros años de vida de la fundación cartuja se caracterizaron por su gran pobreza y por la precariedad de sus instalaciones. Estas circunstancias, unidas a la esterilidad de la tierra y a la aridez del clima, obligaron a los monjes a abandonar este primer asentamiento para instalarse en lo que años después sería, desde 1563, la Cartuja de Aula Dei, en las proximidades de Zaragoza, monasterio que contó con la protección del arzobispo de Zaragoza, Hernando de Aragón.
Vendido a los Carmelitas en 1565, años después la Orden Cartuja hubo de hacerse cargo de nuevo del monasterio para poder percibir una herencia que estaba ligada a la fundación. Así, en 1589 los cartujos regresaron a su antigua casa, dispuestos a remontar las viejas dificultades inherentes a un emplazamiento geográfico difícil. Durante algún tiempo, la comunidad vivió sumida en la pobreza, pero en la segunda mitad del siglo XVII la fundación comenzó a recuperarse. Fue en estos años cuando los cartujos monegrinos pudieron hacer una vida monacal digna, sin apartarse de la extrema austeridad característica de esta orden contemplativa, que prescribe aislamiento y oración individuales. 
Los nuevos recursos económicos permitieron emprender la construcción de un nuevo conjunto monástico en un emplazamiento de mejores condiciones topográficas, situado en un llano cercano al antiguo establecimiento. Aunque la primera piedra fue colocada el 27 de abril de 1717, hasta 1745 no se acometió con decisión la nueva edificación. La etapa de mayor actividad constructiva se desarrolló entre 1745 y 1777, tras superarse accidentes tan graves como el derribo de la primera torre por un vendaval, que destrozó las cubiertas de la iglesia, y un incendio que destruyó cocinas y corralizas. 

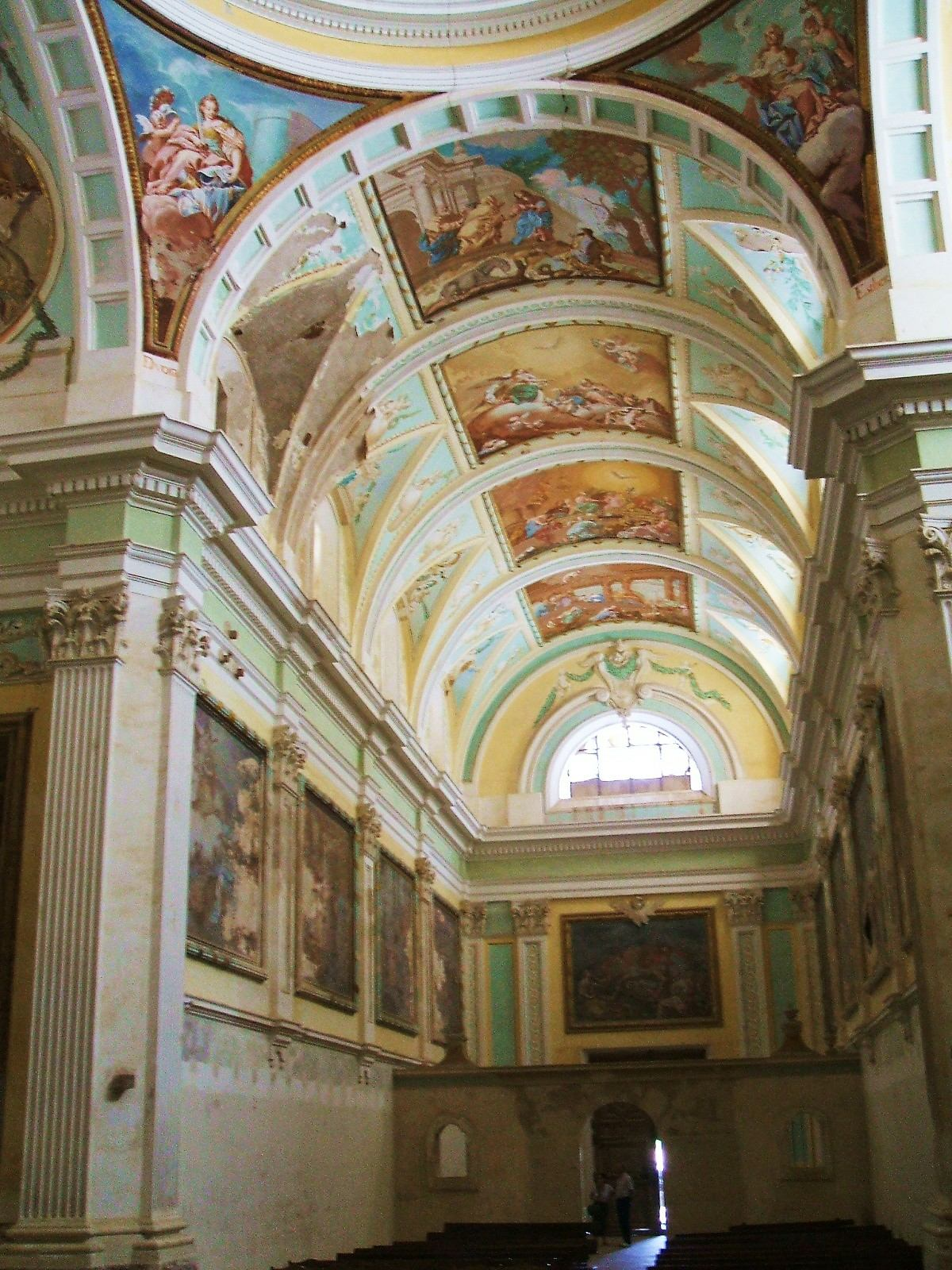
Vista de la nave de la iglesia desde la cabecera

En este último año, en el que se bendijo solemnemente la iglesia, ya estaba levantado el grueso del monasterio, es decir, el gran claustro, cuya explanada fue destinada a cementerio, y las celdas de los monjes, incluidas las de los padres (cartujos sacerdotes dedicados al estudio, la lectura espiritual y la oración) y el prior, la primera autoridad de la comunidad; el claustro menor y dependencias de su entorno como las capillas devocionales, la sala capitular y la celda del sacristán; la iglesia con su Capilla del Sagrario anexa a la cabecera, el camarín, la tribuna, la torre y la sacristía, ubicada en el lado del Evangelio; y la cerca que rodea el monasterio, con la portería-hospedería. Las últimas obras realizadas fueron las del edificio de obediencias, lugar donde residían y trabajaban los hermanos (cartujos dedicados a las labores agrícolas y los diferentes oficios necesarios para el sustento de la comunidad que no han recibido el orden sacerdotal), que fue concluido en 1797. No obstante, el conjunto, tal y como estaba planeado, nunca llegó a edificarse completamente, por falta de recursos económicos. De hecho, se sabe que estaba prevista la construcción de un segundo claustrillo, simétrico al existente, donde se pensaba situar el refectorio con su cocina.
Entrado el siglo XIX, la Cartuja de Monegros padeció el azote de la Guerra de la Independencia. Durante el Trienio Liberal (1820-1823) los cartujos tuvieron que abandonar el monasterio. Poco después, los decretos desamortizadores de Juan Álvarez de Mendizábal (1836) pusieron término definitivo a la vida monástica. Ida a manos privadas, en las décadas siguientes la Cartuja recibió los más variados usos no religiosos, siendo sucesivamente utilizada como balneario, acuartelamiento militar durante la Guerra Civil (1936-1939) y finca ganadera. Los usos indebidos, el abandono y, en definitiva, la desconsideración de su valor histórico y riqueza artística ocasionaron graves daños al monumento.

## Descripción artística

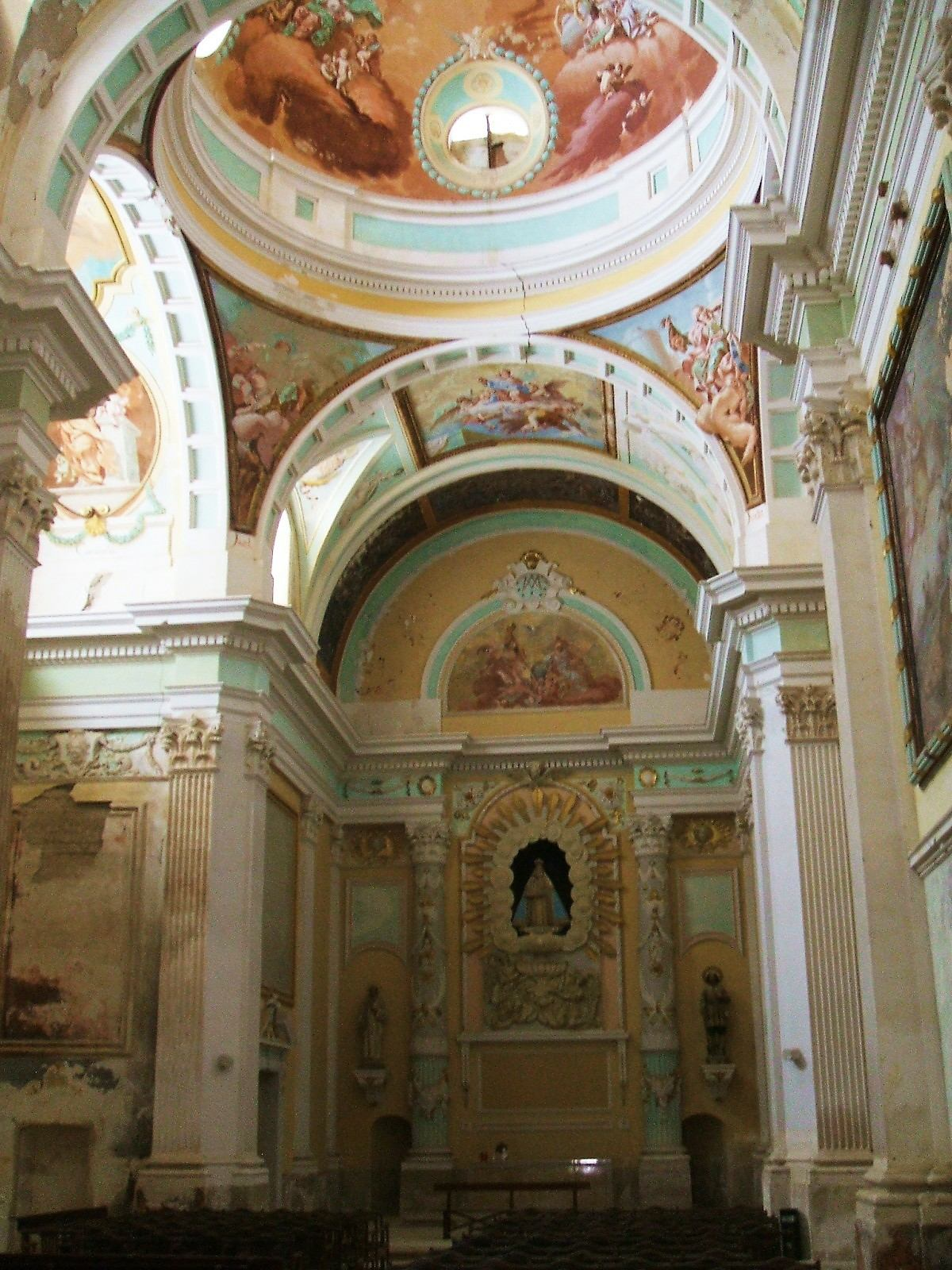
Crucero, capilla Mayor y Camarín de la Virgen

La fábrica, erigida mayormente en ladrillo, sigue fielmente el modelo tipológico establecido por la Orden Cartuja a partir del siglo XVI, lográndose un plano simétrico, racional, con una clara diferenciación de todas sus partes, perfectamente comunicadas entre sí. La iglesia es el eje arquitectónico en torno al cual se articulan el resto de dependencias. El conjunto, que ocupa en tornoa seis mil metros construidos, está rodeado por una muralla rectangular que lo aísla del exterior, al que se accede por una portería-hospedería. 
La iglesia, muy espaciosa, presenta planta de cruz latina, con atrio a los pies, nave única de cuatro tramos, transepto poco pronunciado y cabecera plana. La nave se cubre con bóveda de cañón con lunetos sobre ventanas y el crucero con cúpula de media naranja sobre pechinas y con cuatro vanos con forma de óculo, que exteriormente desarrolla cimborrio octogonal.
El lado del Evangelio (orientado al norte, en la parte izquierda mirando desde los pies del templo) presenta una nave lateral o tribuna reservada a los fieles visitantes. La torre se alza en la parte posterior del lado de la Epístola (sur), en el ángulo que forman el último tramo de la nave y el brazo meridional del transepto. La Capilla Mayor acoge el Camarín de la Virgen y tras ella se sitúa la Capilla del Sagrario, cubierta con cúpula y cimborrio octogonal. Adosado al lado de la Epístola se sitúan el Claustrillo de las Capillas y la sala capitular. 
En la parte trasera del conjunto se localizan el gran claustro con las celdas de los monjes, el refectorio, la cocina y otras dependencias de servicios, elementos todos ellos que presentan diversos grados de ruina. En la edificación trabajaron varios maestros de obras: Juan Yarza y Romeo, Domingo Yarza y Maestro, Juan Puyol, Francisco Marcellán, José Julián Yarza y Lafuente, y probablemente Agustín Sanz. La financiación corrió a cargo de los hermanos Comenge, infanzones de la localidad oscense de Lalueza.

### Pinturas murales de fray Manuel Bayeu

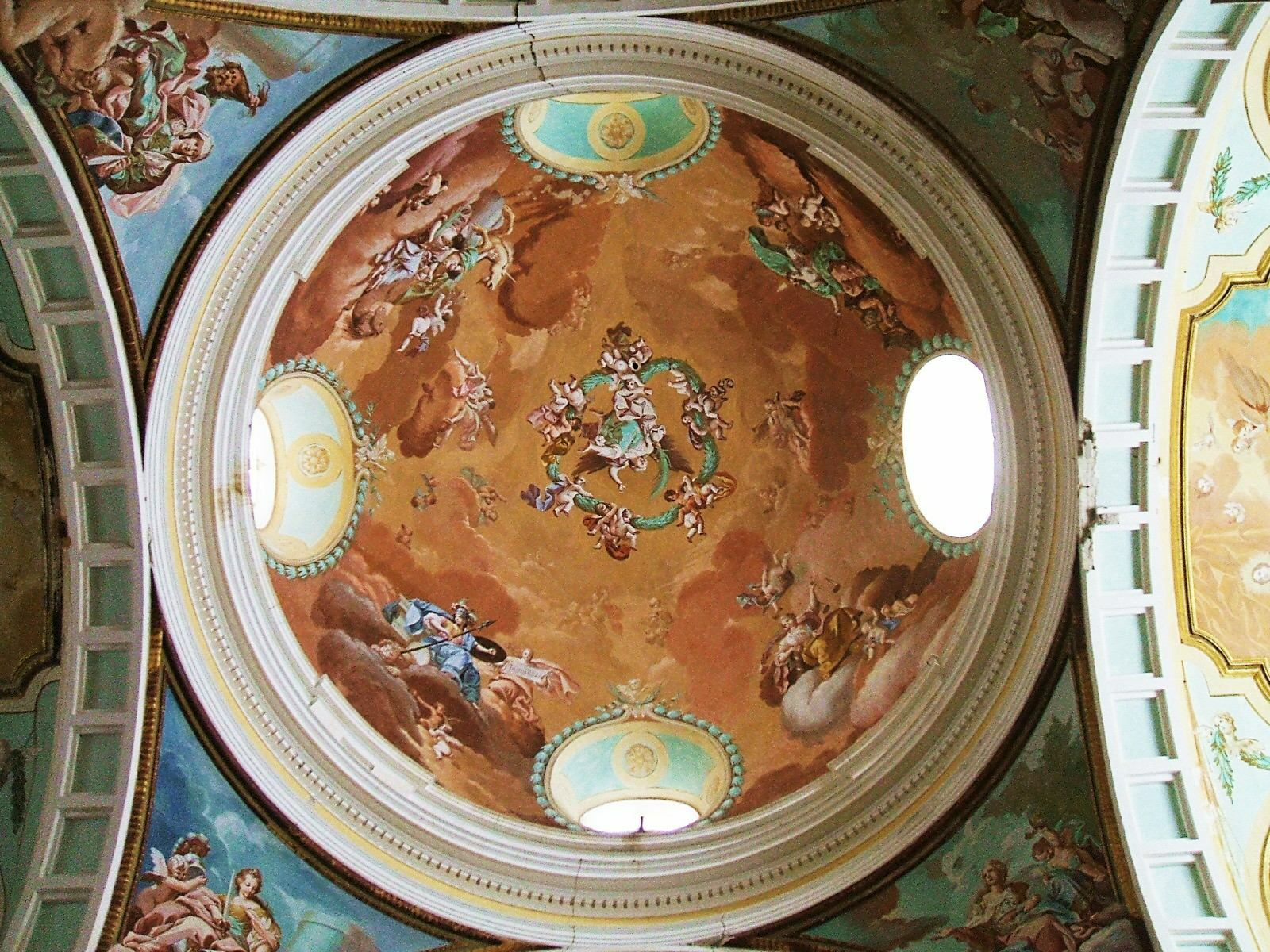
Bóveda del crucero, pintada al fresco por F. Manuel Bayeu

La sobria arquitectura cartuja se ve enriquecida por la presencia de elementos clasicistas del barroco tardío y, sobre todo, por la profusa decoración mural llevada a cabo durante treinta años, probablemente a partir de 1775, por el artista cartujo zaragozano fray Manuel Bayeu (1740-1809), hermano de los también pintores Ramón y Francisco Bayeu y cuñado de Goya. Fray Manuel Bayeu concibió un vasto programa iconográfico para su monasterio, que plasmó en más 250 composiciones de pintura al fresco, aplicada en brillantes colores, que cubren virtualmente todos los paramentos, bóvedas y cúpulas de la iglesia, las capillas, el claustro menor, la sacristía y la sala capitular. La pérdida irreversible de numerosas composiciones, especialmente las emplazadas en el Claustrillo de las Capillas, hace difícil precisar la extensión total de esta obra pictórica, que supera los dos mil metros cuadrados. Las pinturas retratan episodios evangélicos de Jesús y María, santos, apóstoles, dogmas y misterios de la fe, y diversas alegorías de virtudes morales y religiosas. Las bóvedas están pintadas al temple, los muros al óleo y solo la bóveda lo está al fresco.
p

## Paso a titularidad pública y restauración
Pese a ser Conjunto Histórico-Artístico y Bien de Interés Cultural desde el año 2002, la Cartuja de Monegros presentaba en los últimos años un avanzado estado de deterioro que alcanzaba la condición semirruinosa en varias de sus dependencias; en la Iglesia y el llamado Claustrillo de las Capillas los desperfectos se advertían no tanto en la arquitectura como en las pinturas murales. Dado era así que en 2012 el monasterio fue incluido en la lista roja del patrimonio de la asociación Hispania Nostra, por el deterioro progresivo del monasterio y el riesgo de alteración del gran conjunto mural pictórico.
Inicialmente fue la Diputación General de Aragón quien entabló negociaciones de compra con los propietarios, descendientes del último comprador, Mariano Bastarás Cavero, pero no fructificaron. En 2015 la Diputación Provincial de Huesca (DPH) adquirió la titularidad por su valor catastral (261.945 euros), pasando así a manos públicas, como demandaban diferentes colectivos de la zona.

### Restauración
Desde entonces se ha actuado en diferentes fases en las cubiertas de los edificios monacales, en el colorista chapitel del campanario, el atrio y la portería, como centro de visitantes. De este modo se consiguió frenar el importante deterioro de las pinturas, salir de la lista roja e impulsar las visitas turísticas.
El plan director de la restauración de la cartuja prevé la rehabilitación del conjunto arquitectónico así como de las pinturas que alberga.

## Ubicación y accesibilidad
La Cartuja pertenece al término municipal de Sariñena, población de la que dista 15 km. La población más cercana, a 2 km, es una pedanía de Sariñena conocida como La Cartuja de Monegros, que no es sino el antiguo pueblo de colonización cartujano. Otras poblaciones próximas son San Juan del Flumen (6 km) y Lanaja (5 km). 

### Visitas guiadas
Actualmente están abiertas al público las partes consolidadas, que son también las más interesantes artísticamente. 
Las visitas son guiadas y tienen lugar los sábados, domingos y festivos en horario de mañana. El acceso es gratuito.

## Galería de imágenes

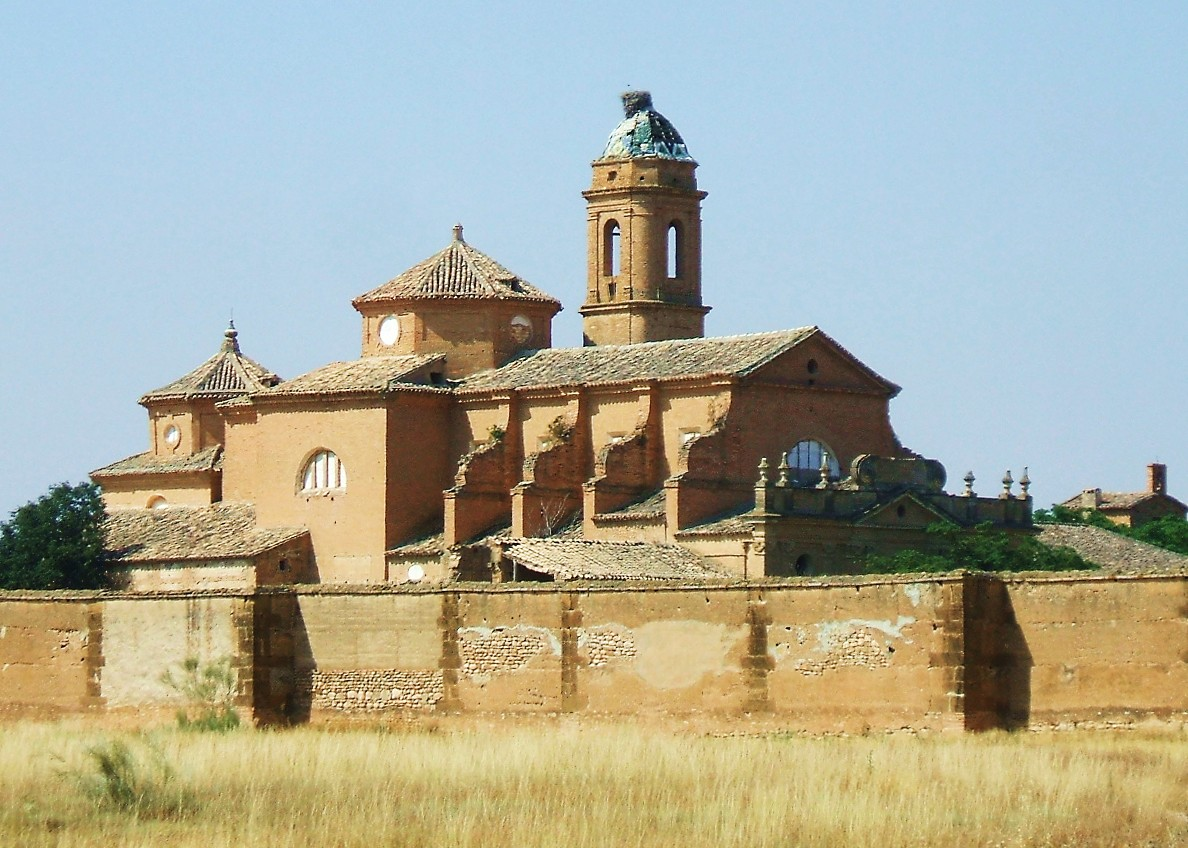
Muro exterior orientado al sur y vista de la iglesia
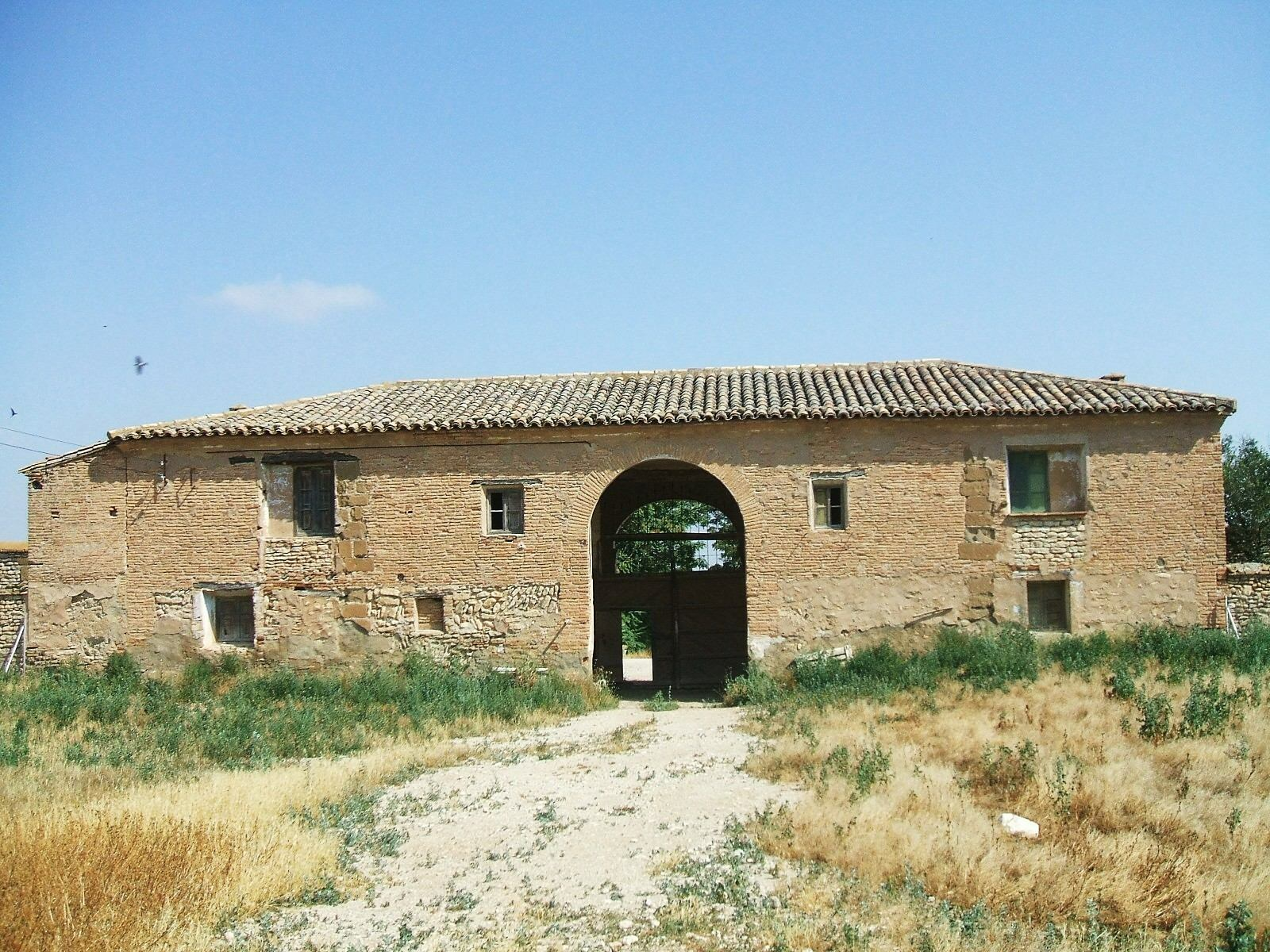
Portería antes de la restauración
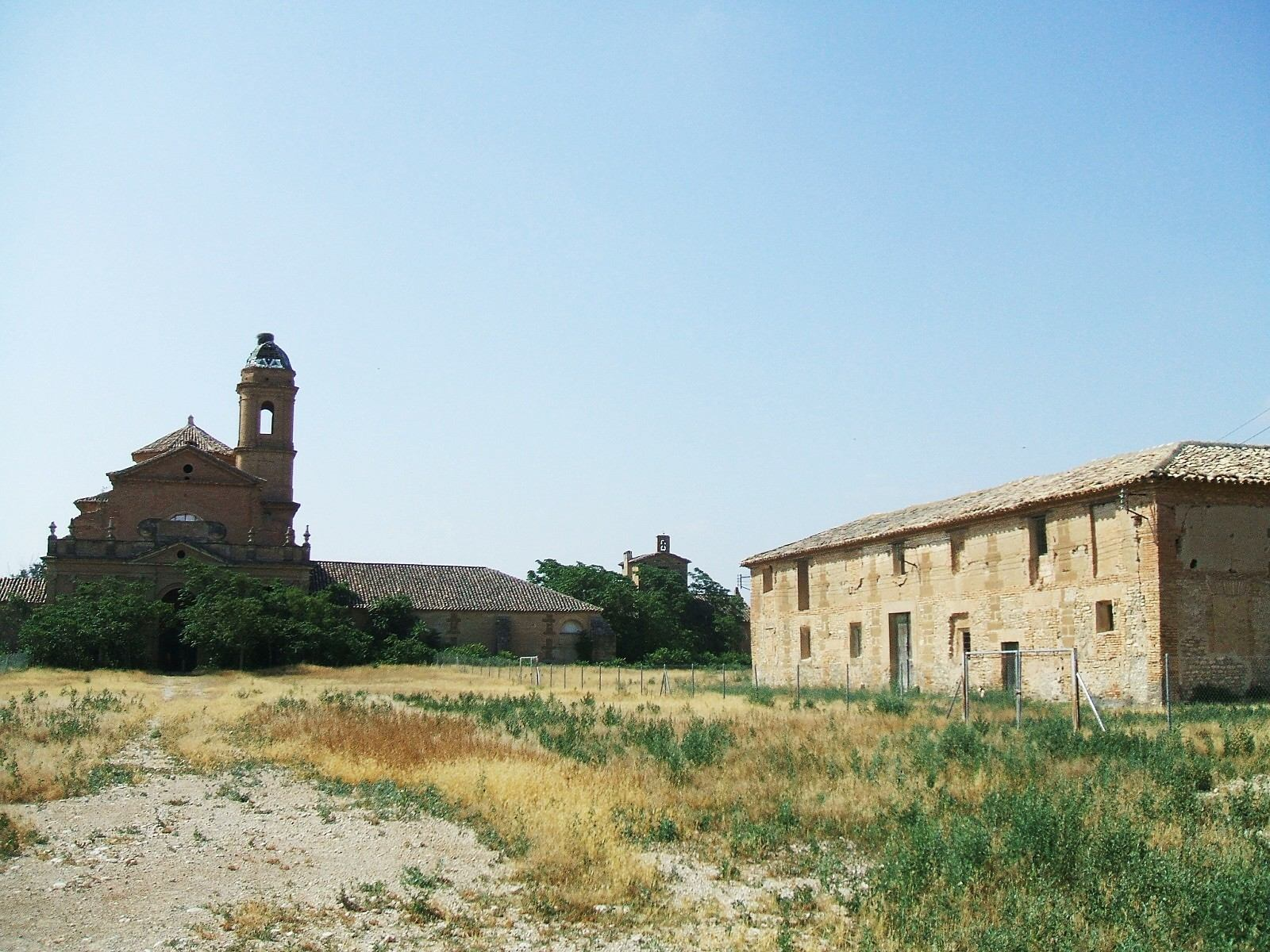
A la derecha, Casa de Obediencias
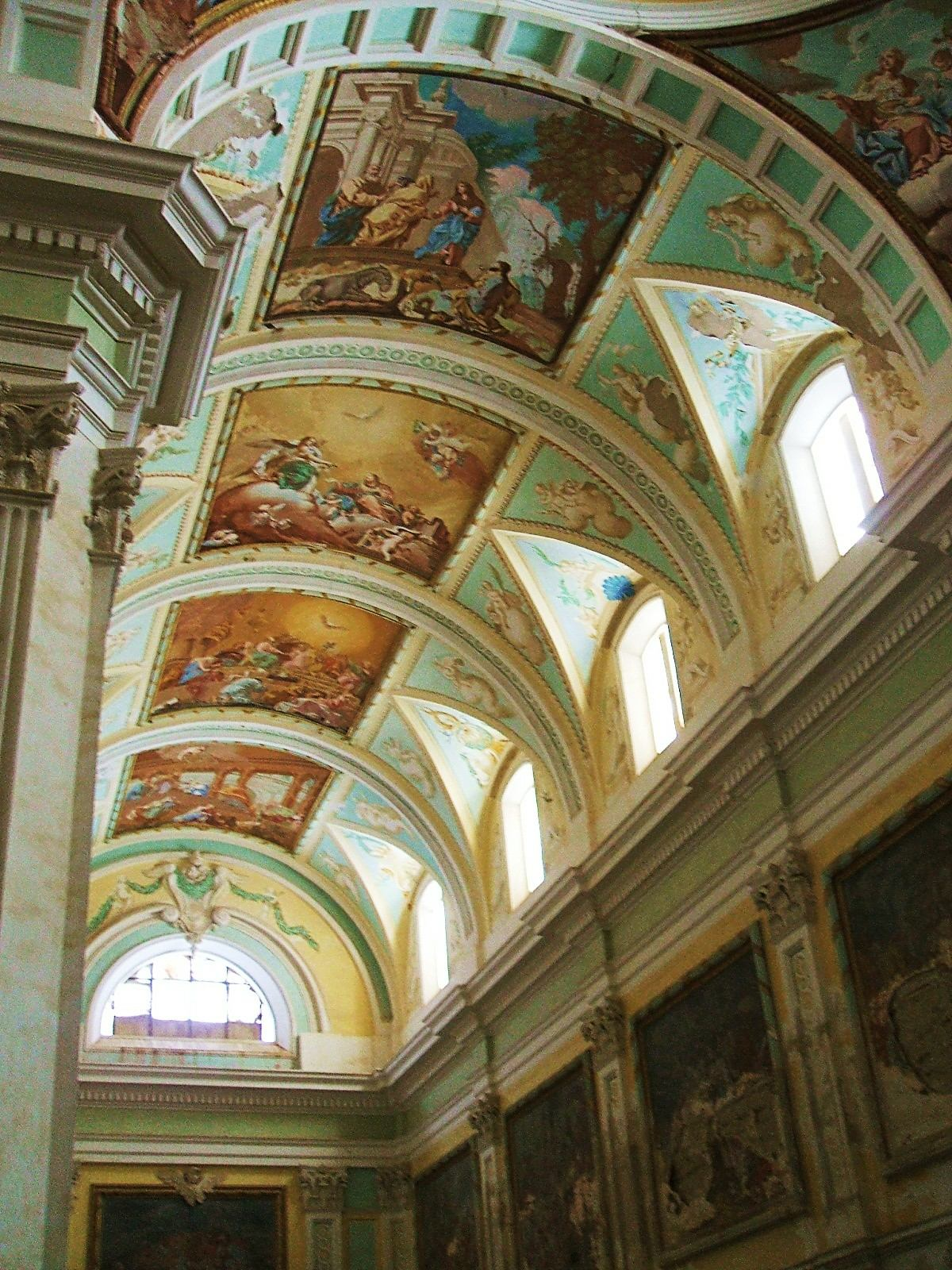
Bóveda de la nave de la iglesia
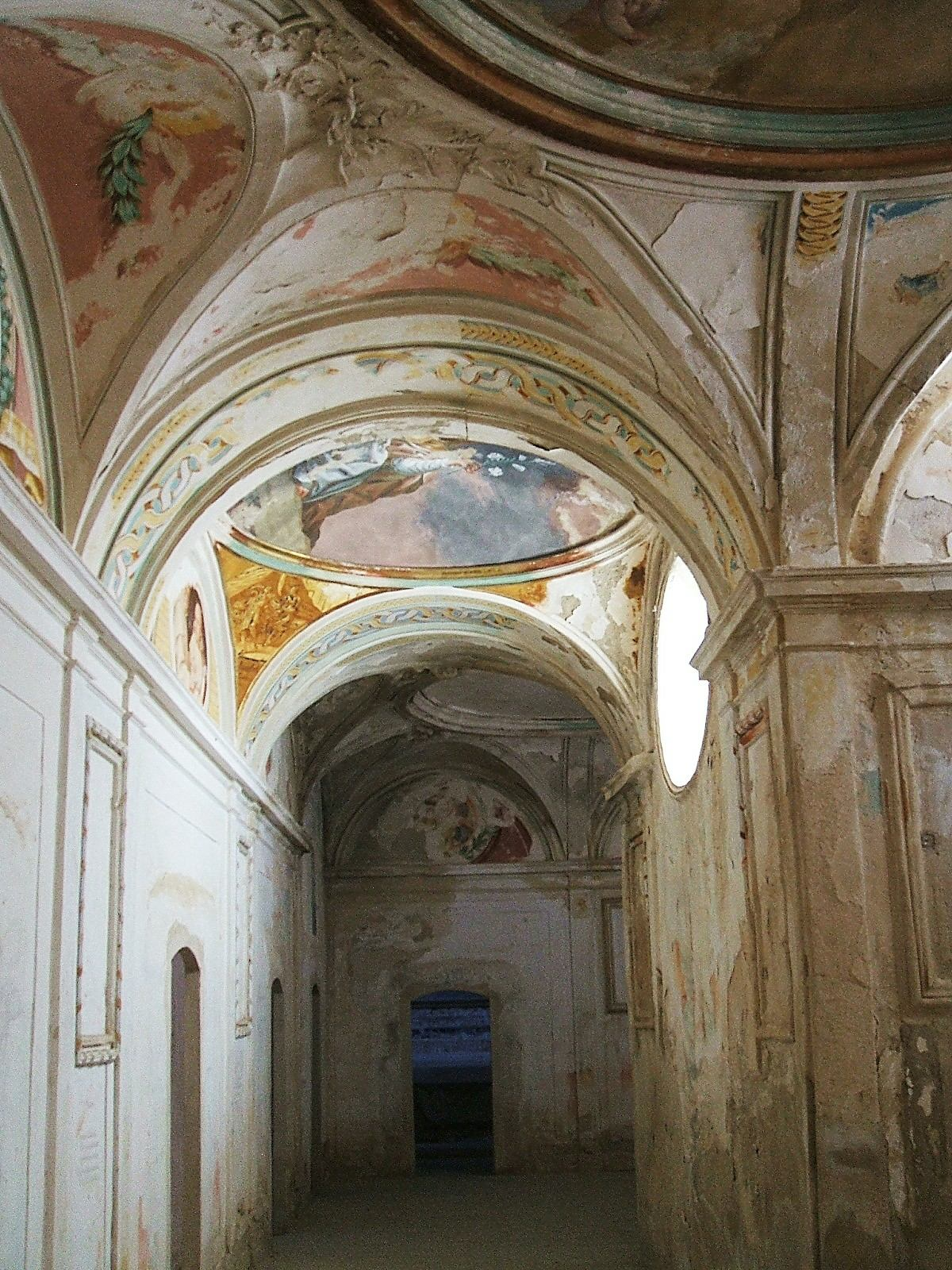
Claustrillo de las Capillas
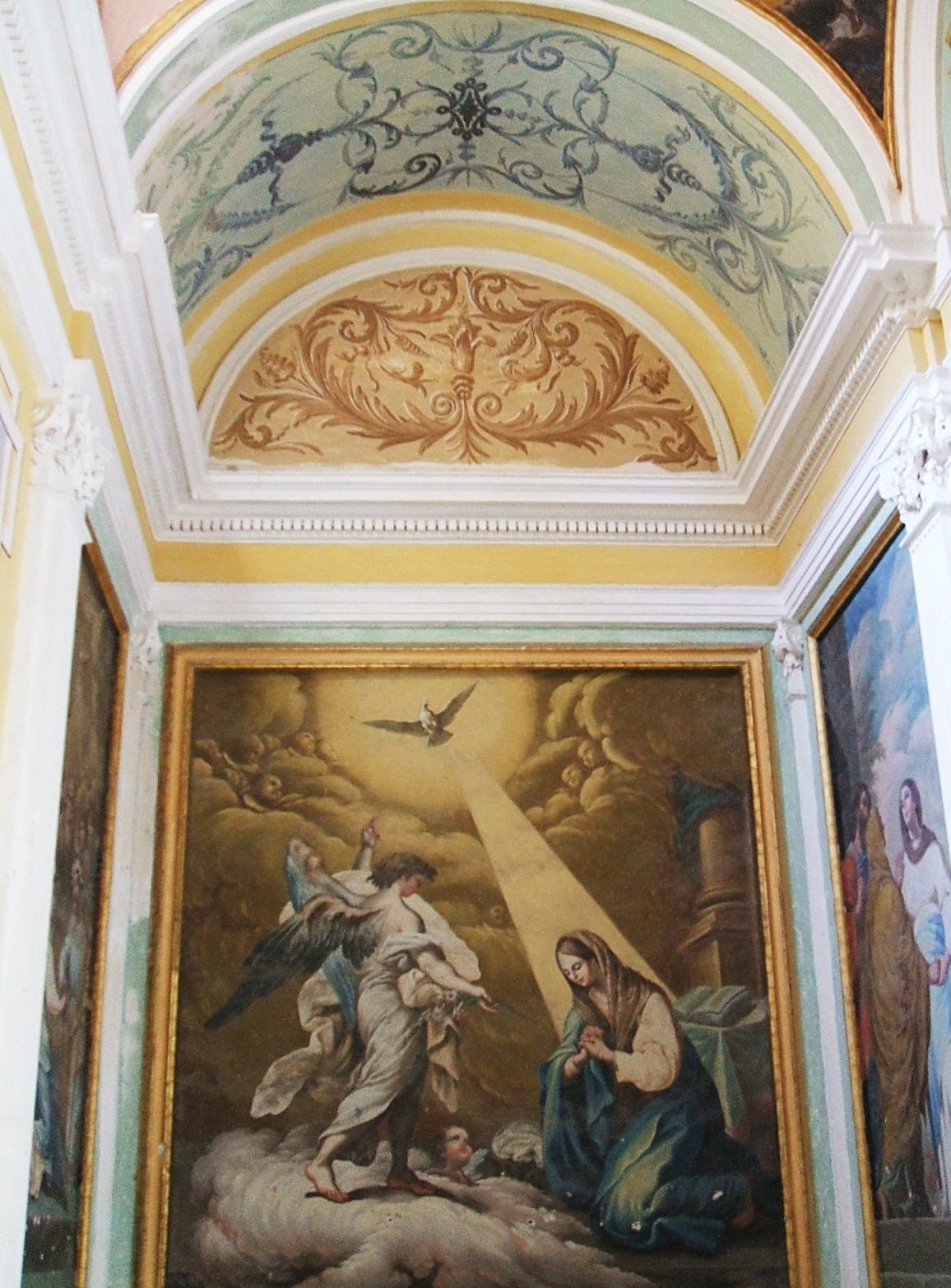
Capilla de la Anunciación, aneja al Claustrillo de las Capillas